# Roßberg (Steigerwald)
Der Roßberg ist ein 477 m ü. NHN hoher Berg im Steigerwald. Er liegt im östlichen Teil des Landkreises Kitzingen in Unterfranken.

## Geographische Lage
Der Roßberg ist etwas höher als die benachbarten Höhenzüge wie zum Beispiel der Schießberg (455 m) oder Wolfsberg (429 m). Außerdem ragt er weit in die vorgelagerte flachere Landschaft hinein, die rund 100 Höhenmeter tiefer liegt. Dadurch wirkt der Berg vor allem von der Westseite sehr markant und ist bereits von Weitem zu sehen. Am Fuße des Berges liegt der Ort Birklingen.

## Windkraft
Lange wurde überlegt ob der Roßberg ein geeigneter Ort für eine Windkraftanlage sei. Ortssprecher Wolfgang Schwab sagte dazu: „Ich bin und bleibe gegen Windräder in Birklingen“. Die Anlagen seien viel zu weit zu sehen, wenn der Roßberg bebaut werde. Er kündigte für Birklingen eine dramatische Situation an, denn mit Windrädern sei der Steigerwald kein Naturpark mehr.